# Клочек, Ксения Ивановна
Ксе́ния Ива́новна Кло́чек (28 августа 2006, Москва) — российская дартсменка. Самая юная чемпионка России, победившая в 11 лет. Двукратная чемпионка России. Мастер спорта России.

## Биография
Дартсом начала заниматься в конце 2015 года по рекомендации отца, который ранее привлёк к спорту её старшую сестру. Первый тренер — чемпион России и старший тренер сборной Москвы Николай Михалин.
В 2017 году впервые стала чемпионкой России в командном зачёте. В 2022 году выиграла чемпионат России в личном зачёте, обыграв в финале Елену Шульгину.
Учится в московской школе № 641. Её кумир в дартсе — Фил Тейлор.
В ноябре 2021 года подписала соглашение о сотрудничестве с компанией Target — мировым производителем дартс-атрибутики.

## Семья
Отец — Иван Клочек, бывший спортивный директор московской федерации дартса.
Старшая сестра — Анастасия Клочек, призёр чемпионата России в миксте (2014), многократная победительница первенств России, призёр юношеского Кубка Европы по дартсу

## Достижения

### Личные
- Чемпионка России (2022)
- Победительница Кубка России (2025)

### Американский крикет
- Вице-чемпионка России (2017)
- Бронзовый призёр чемпионата России (2022)[10]

### Командные
- Чемпионка России (2017)
- Бронзовый призёр чемпионата России (2023)[11]